# 4. Arrondissement (Lyon)
Das 4. Arrondissement ist eines der neun Arrondissements von Lyon (Stadtbezirk). Es liegt auf dem Hügel von Croix-Rousse. Es grenzt im Süden an das 1. Arrondissement, im Osten an die Rhone (Grenze zum 6. Arrondissement), im Westen an die Saône (Grenze zum 9. Arrondissement) und im Norden schließt sich schließlich die Gemeinde Caluire-et-Cuire an.

## Geschichte
Das 4. Arrondissement ist eines der fünf, die durch Präsidialdekret vom 24. März 1852 geschaffen wurden. Es entstand in den Grenzen der alten Gemeinde La Croix-Rousse.

## Verwaltung
Der Conseil d’arrondissement (entspricht etwa dem Ortsbeirat) ist das beratende Organ des Arrondissements. Er besteht aus 15 Mitgliedern, von denen 4 auch Stadtrat von Lyon sind. Seit Juli 2011 ist David Kimelfeld (PS) Bürgermeister des Arrondissements.

## Geografie
Mit der Fläche von 293 ha bedeckt das Arrondissement das Plateau von Croix-Rousse.

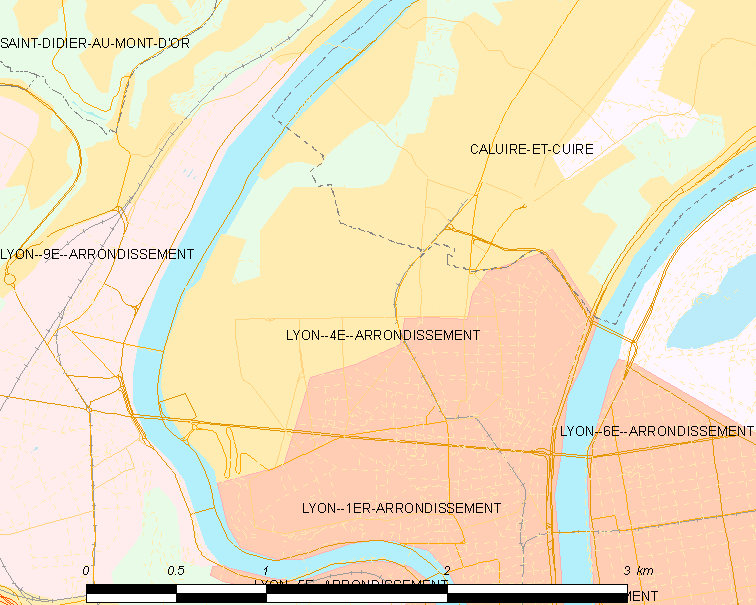
Karte der Arrondissements

## Demografie
| Jahr      | 2008   | 2009   | 2011   |
| --------- | ------ | ------ | ------ |
| Einwohner | 35.007 | 35.064 | 35.654 |

2013 betrug die Bevölkerungsdichte 12.401 Einw./km².

### Viertel
- Plateau de La Croix-Rousse
- Quartier de Serin-Gillet
- Quartier du Gros Caillou

### Bauwerke

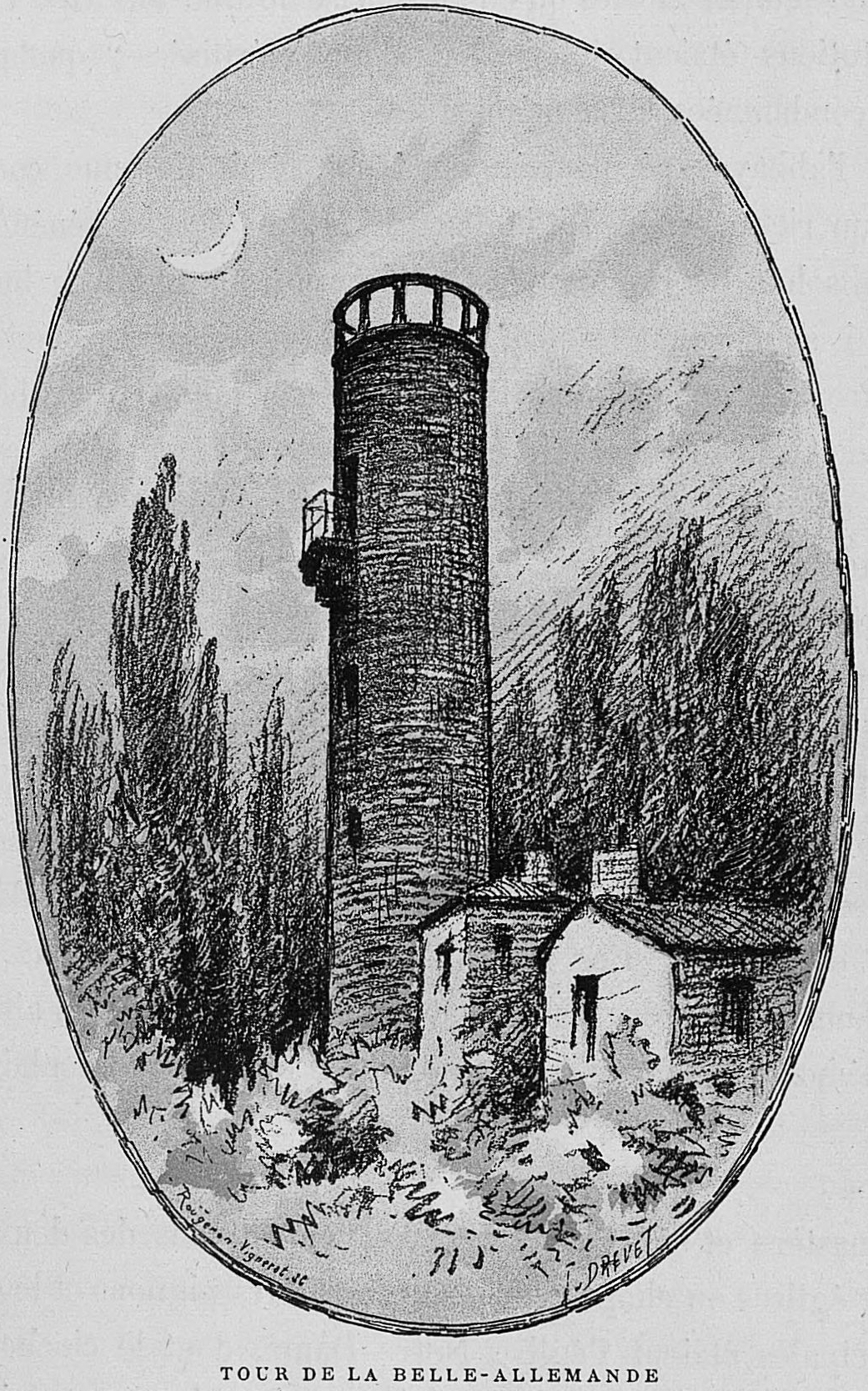
La tour de la Belle-Allemande, 1952 zerstört, nach einer Zeichnung von Joannès Drevet (1854–1940).

- Statue de Jacquard
- Jardin Rosa Mir
- Villa Gillet
- Die Wand der Canuts,[2] mit der Darstellung der Architektur von Croix-Rousse.
- Skulptur Le chant des Canuts, neben dem Rathaus. Das Werk von Georges Salendre aus dem Jahr 1984 stellt zwei Verliebte dar, die das Lied der Canuts anstimmen.

## Straßen, Plätze, Grünflächen
- Place de la Croix-Rousse
- Boulevard de la Croix-Rousse
- Grande rue de la Croix-Rousse
- Boulevard des Canuts
- Rue Hénon
- Montée de la Boucle
- Esplanade du Gros Caillou
- Parc de la Cerisaie
- Parc Francis-Popy
- Parc du Clos Carret

## Öffentliche Einrichtungen
- Hôpital de la Croix-Rousse
- IUFM de Lyon
- Cimetière de la Croix-Rousse

## Sportstätten
- Stadion Grégory-Coupet (ehemals Lamartine).
- Clos Jouve (wichtiger Ort für Boule Lyonnaise).
- Boxing Club du Grand Lyon.

## Verkehrsanbindung
Das Viertel ist bestens durch die TCL angebunden:
- Métro Lyon C, Stationen: (Croix-Rousse und Hénon)
- Trolleybuslinien[3] C13, Stationen: (Grange-Blanche – Part-Dieu – Hôtel-de-Ville – Montessuy); C18, Stationen: (Hôtel-de-Ville – Croix-Rousse Nord), S6 (Hôtel-de-Ville – Place de la Croix-Rousse)
- Buslinien 2, Stationen (Place de la Croix-Rousse – Gare de Vaise – Plateau de Saint-Rambert); 33, Stationen (Place de la Croix-Rousse – Sathonay – Rillieux-Les Alagniers); 45, Stationen: (Place de la Croix-Rousse – Gorge de Loup – Valdo) und s4, Stationen: (circulaire Croix-Rousse – plateau).

In dem Arrondissement gibt es 18 Fahrradverleihstationen (auf dem Plateau und an den Ufern).

## Kultur
- Théâtre de la Croix-Rousse
- La maison des Canuts

## Besonderheiten
- Alle Tage (außer Montag) findet der berühmte Markt von La Croix-Rousse (samstags morgens als Bio-Markt) statt. Er erstreckt sich über eine Länge von einem Kilometer über den Boulevard de la Croix-Rousse.
- Samstags und sonntags morgens gibt es hier noch den öffentlichen Ausrufer.[A 1]
- Jedes Jahr im September findet die Weinlese der République des Canuts[4] im Park de la Cerisaie statt.
- Jährlich findet im Oktober und November das Volksfest der Kastanien statt.
- Am 2. Wochenende im September findet auf der Grande Rue und dem Place de la Croix-Rousse die Grande Braderie (der Große Ausverkauf) statt.